# Plana de Vinaròs

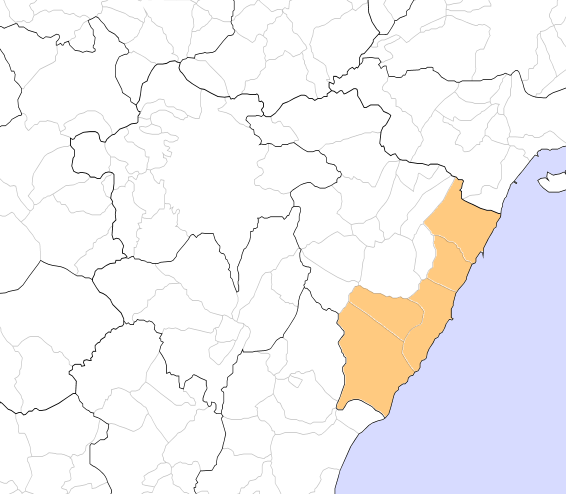
Localització de la comarca natural dels Plans de Vinaròs segons l'estudi de comarcalització d'Emili Beüt i Belenguer.

La Plana de Vinaròs, també coneguda com a Pla de Vinaròs i Benicarló, Plana de Vinaròs-Benicarló, Plana de Vinaròs-Peníscola o Plans de Vinaròs, és una comarca natural del País Valencià, que en l'actualitat es troba integrada en la comarca del Baix Maestrat. Comprèn els municipis de Vinaròs, Benicarló i Peníscola, és a dir, tots els municipis costaners del Baix Maestrat a excepció d'Alcalà de Xivert.
Segons Emili Beüt en les "Comarques naturals del Regne de València" publicat l'any 1934, dels Plans de Vinaròs formaven part els municipis d'Alcalà de Xivert, Benicarló, Peníscola, Santa Magdalena de Polpís i Vinaròs.

## Geomorfologia

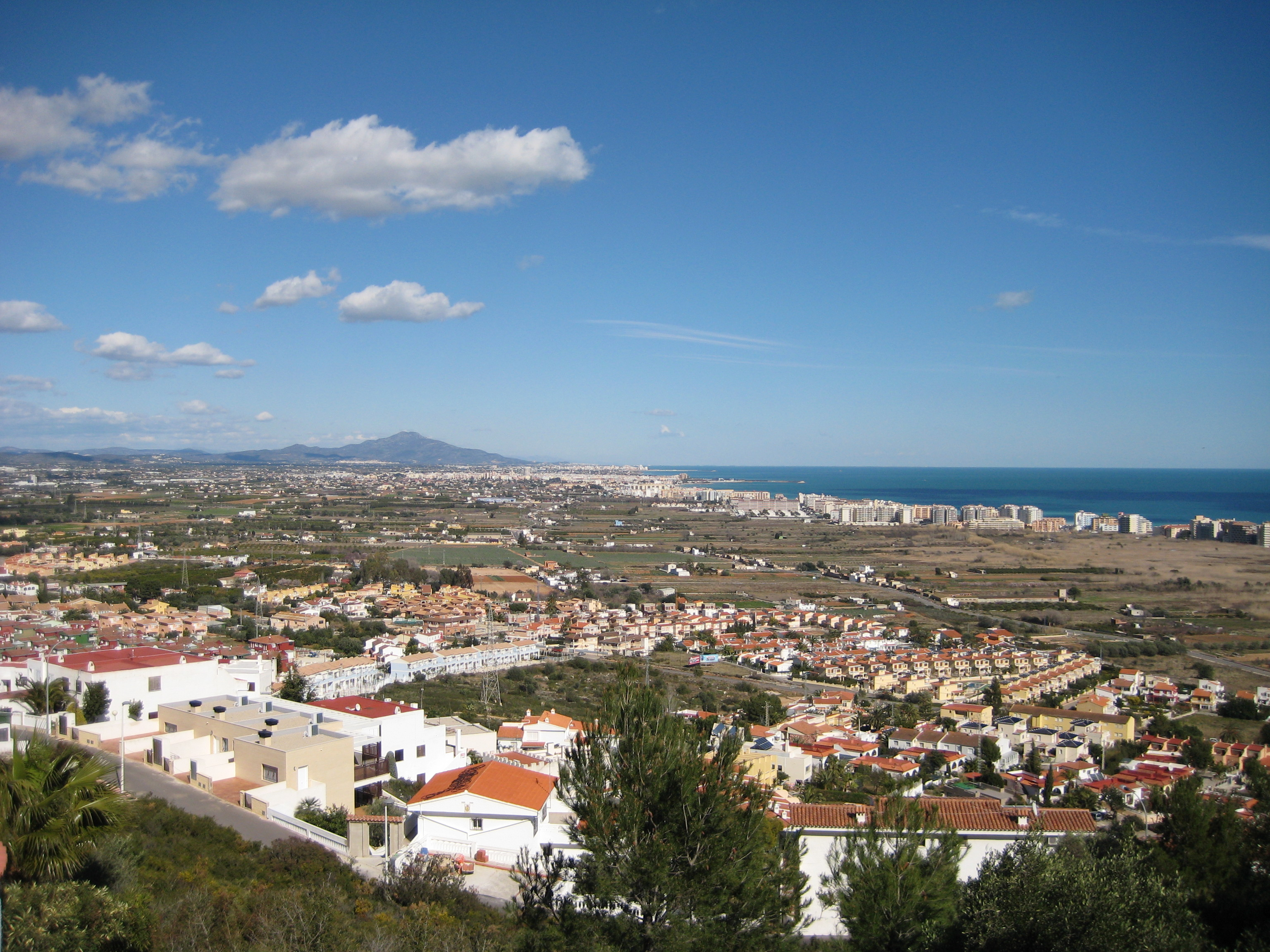
Vista de la Plana de Vinaròs.

La Plana de Vinaròs forma part dels últims contraforts del Sistema Ibèric. Es tracta d'una estructura afonada, paral·lela a la línia litoral, on els seus fonaments calcaris van disminuint graonadament cap al mar. Limitada per l'oest per la serra de la Vall d'Àngel Oriental, al nord pel riu de la Sénia, i al sud per la serra d'Irta. Al mig apareixen blocs calcaris aïllats (Puig de la Parreta, de Sant Sebastià, i de la Nau), que són els darrers afloraments de la serra de la Vall d'Àngel Oriental. Cap a l'interior s'eleva suaument fins al Pla de Sant Jordi, i cap al nord, en Catalunya, manté les característiques en les terres d'Alcanar, amb el límit de la serra del Montsià.
La Plana de Vinaròs és el resultat de la unió dels abanics al·luvials dels rius que la travessen, amb una acumulació dels materials sedimentaris per ells transportats. En les costes de la Plana de Vinaròs desemboquen el riu de la Sénia, el barranc de la Barbiguera, el riu Cérvol, el barranc de l'Aigua Oliva i, la Rambla de Cervera, de directriu ibèrica, i la Rambla d'Alcalà, amb una conca conjunta de més de 200 km².
La línia costanera està formada per penya-segats alternant amb platges, unes de sorra i altres de grava o còdols.